# Torneo de Winston-Salem 2019
El Winston-Salem Open 2019 fue un torneo de tenis perteneciente al ATP Tour 2019 en la categoría ATP World Tour 250. Tuvo lugar en la ciudad de Winston-Salem, Carolina del Norte (Estados Unidos) desde el 18 hasta el 24 de agosto de 2019 sobre canchas duras. Formó parte del US Open Series 2019.

## Distribución de puntos
| Modalidad            | Campeón | Finalista | Semifinales | Cuartos de final | 3ª ronda | 2ª ronda | 1ª ronda | Clasificados | 2ª ronda de clasificación | 1ª ronda de clasificación |
| Individual masculino | 250     | 150       | 90          | 45               | 20       | 10       | 0        | 12           | 6                         | 0                         |
| Dobles masculino     | 250     | 150       | 90          | 45               | —        | —        | 0        | —            | —                         | —                         |

## Cabezas de serie

### Individuales masculino
| Tenista           | Ranking | Preclasificado |
| Benoît Paire      | 29      | 1              |
| Denis Shapovalov  | 34      | 2              |
| Hubert Hurkacz    | 40      | 3              |
| João Sousa        | 43      | 4              |
| Daniel Evans      | 44      | 5              |
| Sam Querrey       | 45      | 6              |
| Lorenzo Sonego    | 47      | 7              |
| Filip Krajinović  | 50      | 8              |
| Albert Ramos      | 51      | 9              |
| Frances Tiafoe    | 52      | 10             |
| Pablo Carreño     | 53      | 11             |
| Casper Ruud       | 54      | 12             |
| Miomir Kecmanović | 58      | 13             |
| John Millman      | 61      | 14             |
| Ugo Humbert       | 62      | 15             |
| Feliciano López   | 63      | 16             |

- Ranking del 12 de agosto de 2019.[2]

### Dobles masculinos
| Tenista                     | Ranking | Preclasificado |
| Łukasz Kubot Marcelo Melo   | 9       | 1              |
| Rajeev Ram Joe Salisbury    | 40      | 2              |
| Nikola Mektić Franko Škugor | 43      | 3              |
| Kevin Krawietz Andreas Mies | 43      | 4              |

## Campeones

### Individual masculino
Hubert Hurkacz venció a  Benoît Paire por 6-3, 3-6, 6-3

### Dobles masculino
Łukasz Kubot /  Marcelo Melo vencieron a  Nicholas Monroe /  Tennys Sandgren por 6-7(6-8), 6-1, [10-3]